# Neobisium boneti
Neobisium boneti är en spindeldjursart som beskrevs av Beier 1931. Neobisium boneti ingår i släktet Neobisium och familjen helplåtklokrypare. Inga underarter finns listade i Catalogue of Life.